# Sæby Museum
Sæby Museum er et by- og egnsmuseum beliggende i købstaden Sæby, på hjørnet af Søndergade og byens ældste hovedgade Algade. Museet åbnede første gang for besøgende i 1922 under navnet Østvendsyssel Museum , men skiftede i 1959 navn til det nuværende i forbindelse med en samtidig flytning til Konsuls Ørums Gård, hvor museet stadig ligger i dag.. Bygningen har elementer tilbage til 1600årene, men har i hovedtræk sit nuværende udseende fra 1700tallet, og er opført i bindingsværk. I den tilstødende ejendom i Algade, det tidligere Claesens Gård kendt fra Herman Bangs romaner, har museet desuden arkiver og administration.
Museet har siden 1978 været en del af Nordjyllands Kystmuseum med hovedsæde i Frederikshavn.